# قرون الإسكندر

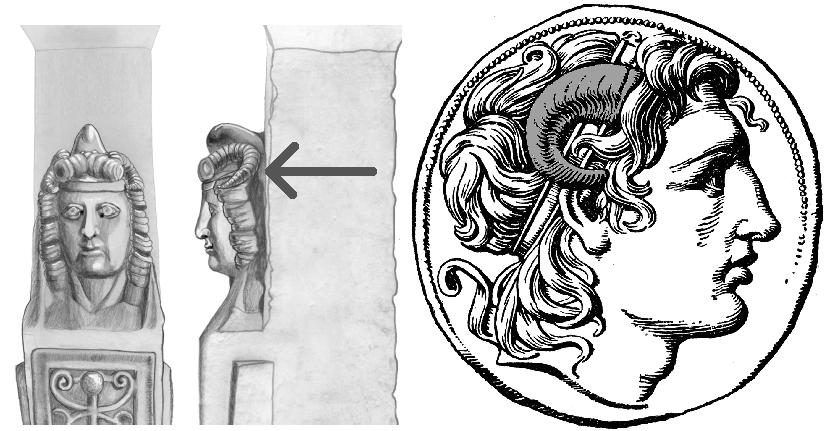
صورة عملة بقرون للإسكندر (يمين)، تمثال نصفي بقرون للإسكندر من قبرص (يسار).

تمثل قرون الإسكندر تقليدًا فنيًا يصور الإسكندر الأكبر بقرنين على رأسه، وهو شكل من أشكال التعبير كان مرتبطًا في الأصل بقرون آمون. كانت قرون الإسكندر تحمل دلالات الشرعية السياسية و/أو الدينية، بما في ذلك دلالات على مكانته الإلهيةة، وكانت هذه التمثيلات للإسكندر في عهد خلفائه تحمل دلالات على نسبهم الإلهي أو خلافتهم من عهده. وشملت وسائل التعبير عن قرون الإسكندر العملات المعدنية والمنحوتات والميداليات والمنسوجات والنصوص الأدبية، كما هو الحال في أدب الرومانسية الإسكندري. نادرًا ما تم تصوير أي شخص آخر غير الإسكندر بقرنين حيث كان هذا يعتبر فريدًا من نوعه في صوره.

## العصور القديمة الكلاسيكية
وفقًا للأسطورة، ذهب الإسكندر للحج إلى واحة سيوة، ملاذ الإله اليوناني المصري زيوس آمون في عام 331 قبل الميلاد. هناك، أعلنه العراف ابنًا لزيوس أمون، مما سمح له بالحصول على قرون أمون، والتي كانت بدورها تتبع الأيقونات المصرية لآمون كإله برأس كبش أو، في شكله اليوناني، رجل ذو قرون كبش. ربما كانت الصورة الكاملة تمثل تصويرًا هجينًا يجمع بين الوجه الطبيعي لصورة زيوس وقرون آمون التي تصور الإله المصري من أجل الإشارة إلى ظهور نظام سياسي جديد يشمل العالم، عبر مناطق مثل اليونان ومصر وآسيا وما إلى ذلك. وتظهر صور الإسكندر مع الكباش ذات القرنين في عهد خلفائه، على الرغم من عدم وجود دليل حتى الآن على وجود مثل هذه الصور خلال حياته. كان بطليموس الأول سوتر ملك مصر والأبرز من ذلك ملك تراقيا ليسيماخوس من أوائل من صنعوا عملات الإسكندر التي تحمل قرون الكباش. واستمر هذا في عهد أرسينوي الثانية من عام 275 إلى عام 268 قبل الميلاد. ولم تُحيى هذه الممارسة إلا بعد قرنين من الزمان على يد ميثريداتس السادس يوباتور في القرن الأول قبل الميلاد، وبعد ذلك توقفت التمثيلات النقدية للإسكندر بقرنين. وستستمر التمثيلات في شكل الأدب والمنحوتات وغيرها من التعبيرات الفنية.
من المعروف أن رأسًا رخاميًا بالحجم الطبيعي للإسكندر مع قرون كبش آمون يعود إلى النصف الثاني من القرن الثاني وهو مخزن في المتحف الوطني الدنماركي في كوبنهاجن. وصف كليمنت الإسكندري في القرن الثالث الميلادي الممارسة الشائعة لتمثيل الإسكندر بالقرون بين النحاتين، حيث كتب "أراد الإسكندر أن يُعتقد أنه ابن عمون وأن يصنع النحاتون تماثيل بقرون (κερασφόρος)، وكان حريصًا جدًا على تشويه وجه الرجل الجميل بقرن". في نفس الفترة تقريبًا، ذكر النحوي أثينايوس من ناوكراتيس أن أحد معاصري الإسكندر، إيفيوس أليثوس [الإنجليزية]، صرح بأن "الإسكندر اعتاد ارتداء الملابس المقدسة في ترفيهاته؛ وكان يرتدي أحيانًا رداءً أرجوانيًا، وصنادل مشقوقة، وقرون عمون، كما لو كان الإله"، فهناك نصوص توضح ارتداء الإسكندر لقرنين.
في نيسان 2024، تم الإعلان عن اكتشاف تمثال برونزي يصور الإسكندر بقرنين وشعر مموج، اُكتُشف في زيلاند، وهي جزيرة في الدنمارك. يعود تاريخ هذه القطعة الأثرية إلى حوالي عام 200 ميلادي في عهد الإمبراطور قرقلة، وهو الإمبراطور الذي اعتقد أنه الإسكندر المتجسد.

## أواخر العصور القديمة

### الفنون البصرية
كانت الأعمال الفنية في أواخر العصور القديمة تصور الإسكندر عادةً بقرنين. عُثر على أمثلة على ذلك في قطعة ذهبية مخزنة في متحف والترز للفنون في بالتيمور بالإضافة إلى حجر كريم في المتحف البريطاني في لندن والذي أرِّخ إلى ما بين القرنين الرابع والسابع. بالإضافة إلى ذلك، اُكتُشف تمثال يصور الإسكندر بقرنين في جناح كاتدرائية في موقع كتاليماتا تونبلاكتن [الإنجليزية] في قبرص من عهد الإمبراطور البيزنطي هرقل خلال القرن السابع.

### الأدب

#### الأدب الرومانسي
في النسخة α من رواية الإسكندر الرومانسية، والد الإسكندر هو كاهن مصري يدعى نختانبوس الذي يرتدي مجموعة من قرون الكبش. بعد وفاته، وصف وحي يرشد بطليموس أحد جنرالات الإسكندر بمكان دفن الإسكندر، كما وصفه الوحي "بالملك ذي القرنين" (βασιλέα κερασφόρον). وقد تكرر هذا البيان في النسخة الأرمنية لرواية الإسكندر في القرن الخامس  وكذلك في النسخة السريانية لرواية الإسكندر في القرن السابع.

#### الأدب السرياني
في مرحلة ما من أواخر العصور القديمة، صُوِّر الإسكندر الأكبر على أنه مسيحي. وقد ظهر هذا بشكل بارز في أسطورة الإسكندر السريانية. أٌشير إلى قرون الإسكندر مرتين في هذا النص. يظهر الأول في صلاة الإسكندر:
"فانحنى الملك الإسكندر وقال ساجدًا: "يا الله، يا مالك الملوك والقضاة، أنت الذي تقيم الملوك وتزيل سلطانهم، إنني أدرك في ذهني أنك جعلتني عظيمًا بين جميع الملوك، وأنك جعلت قرونيَّ تنموان على رأسي، حتى أتمكن من نطح بها ممالك العالم. أعطني القوة من سماء قدسك، حتى أتمكن من الحصول على قوة أعظم من ممالك العالم، وأُذلهم وأمجد اسمك إلى الأبد، يا رب!
أما الإشارة الثانية فتأتي لاحقًا، حين يوحي الله إلى الإسكندر ويخبره أنه أعطاه قرنين ليستخدمهما سلاحًا ضد الممالك الدنيوية الأخرى:
لقد جعلتك عظيما بين جميع الملوك، وأنبتت على رأسك قرونًا من حديد، لكي تنطح بها ممالك العالم.
تجمع صور القرنين في أسطورة الإسكندر السرياني عناصر من البشيطة في سفر الملوك الأول 22: 11/ أخبار الأيام الثاني 18: 10، ميخا 4: 13، والكبش ذو القرنين في سفر دانيال 8. 

#### القرآن الكريم
في سورة الكهف (18) في القرآن الكريم تظهر شخصية اسمها ذو القرنين، وقد ربط المعلقون الإسلاميون بين ذي القرنين والإسكندر الأكبر [الإنجليزية]. وكان ثاني أكثر الشخصيات ارتباطًا بذي القرنين هو صعب ذو مراثي، وهو ملك حمير خيالي كانت سيرته الذاتية مستمدة أيضًا من سيرة الإسكندر. ويرى العلماء المعاصرون أيضًا أن ذي القرنين هو الإسكندر الأكبر. يعتمد اختيار اسم الإسكندر باعتباره ذي القرنين على الزخارف التي تصور الإسكندر على أنه ذو قرنين في أواخر العصور القديمة.

## الإسلام في العصور الوسطى
في العصر الإسلامي في العصور الوسطى، وفي ضوء الفهم السائد بأن القرآن يصور الإسكندر على أنه ذي قرنين، كان يُشار إلى الإسكندر على نطاق واسع باسم "ذو القرنين"، وكان اسمه غالبًا ما يندمج مع هذه العبارة. في تقاليد الإسكندر باللغة العربية، كان يُطلق على الإسكندر عدة ألقاب، منها "الإسكندر ذو القرنين"، أو أحيانًا "ذو القرنين فقط". ومن الأمثلة على ذلك الأسطورة الأندلسية العربية التي تعود إلى القرن التاسع والمعروفة باسم قصة ذو القرنين ، والتي تحددها على أنها الإسكندر. تم إنتاج قصة ذو القرنين أخرى في القرن الحادي عشر ضمن كتاب عرائس المجالس في قصص الأنبياء للثعلبي (ت 1036). حديث ذي القرنين، المعروف أيضًا باسم أسطورة أليخاندرو، هو أسطورة أندلسية عربية من القرن الخامس عشر والتي تحدد أيضًا ذي القرنين بالإسكندر وتشير إليه بهذا الاسم.

## أثيوبيا
تم العثور على الإشارة إلى قرون الإسكندر أيضًا في رومانسية الإسكندر الإثيوبية [الإنجليزية].

## طالع أيضًا
- أبواب الإسكندر
- حديث ذو القرنين
- قرون موسى [الإنجليزية]